# Flesh & Bone
Flesh & Bone ist ein Jazzalbum von Mike Reed. Die Aufnahmen entstanden im Februar 2016 in den Shape Shop and Strobe Recording Studios und im Foxhall Studio in Chicago sowie als Field Recordings von Mike Reed. Die Aufnahmen erschienen 2017 auf 482 Music.

## Hintergrund
Die Musik auf Flesh & Bone von Schlagzeuger Mike Reed wurde durch einen erschütternden Vorfall am 4. April 2009 ausgelöst, den er 2009 mit seiner Band People, Places & Things in Přerov, einer Kleinstadt in der Tschechischen Republik erlebte. Falsche Anweisungen brachten die Gruppe in die Nähe einer Neonazi-Kundgebung mit 700 Teilnehmern, aus der heraus mehrere Straßenschlachten mit der Polizei entstanden; die Rechtsradikalen planten Zeitungsberichten zufolge ein Roma-Pogrom. Reed und seine Kollegen schafften es, sich in Sicherheit zu bringen; Reed war verständlicherweise erschüttert und entschlossen, die Episode durch Musik zu verarbeiten, schrieb Troy Dostert in seiner Besprechung des Albums. „Aber es ist weniger das fragliche spezifische Ereignis als vielmehr eine breitere Reflexion über die anhaltenden Herausforderungen von Rasse und Identität, die Reeds Kompositionen auf dieser Platte beleben.“
In der Gruppe um Mike Reed spielen Greg Ward am Altsaxophon, Tim Haldeman am Tenorsaxophon, Ben LaMar Gay am Kornett, Jason Stein an der Bassklarinette und Jason Roebke am Bass; hinzu kam bei dieser Produktion für drei Titel der Dichter und Spoken-Word-Künstler Marvin Tate, mit dem Mike Reed die betreffenden Stücke schrieb.
Reeds musikalische Inspirationen stammen aus einem breiten Spektrum der Jazztradition, schrieb Dostert, vom Post-Bop-Groove des Eröffnungstitels „Voyagers“ bis zu den Mingus-ähnlichen Ensemble-Stimmen von „Conversation Music“, dem ansteckenden Funk von „A Separatist Party“, und den Bebop-Tonfall von „Imaginary Friend“.
Zwischenräume bildende Stücke wechseln sich mit längeren Kompositionen ab, wobei das erste längere Stück „SF Sky“ die Poesie von Marvin Tate in einer Rezitation hinzugefügt und über Manifestationen der Rasse reflektiert wird. Reed erzählt von den Ereignissen in einem langen Essay in den Liner Notes und macht dabei Anmerkungen zu jedem der elf Kompositionen des Albums.

## Titelliste

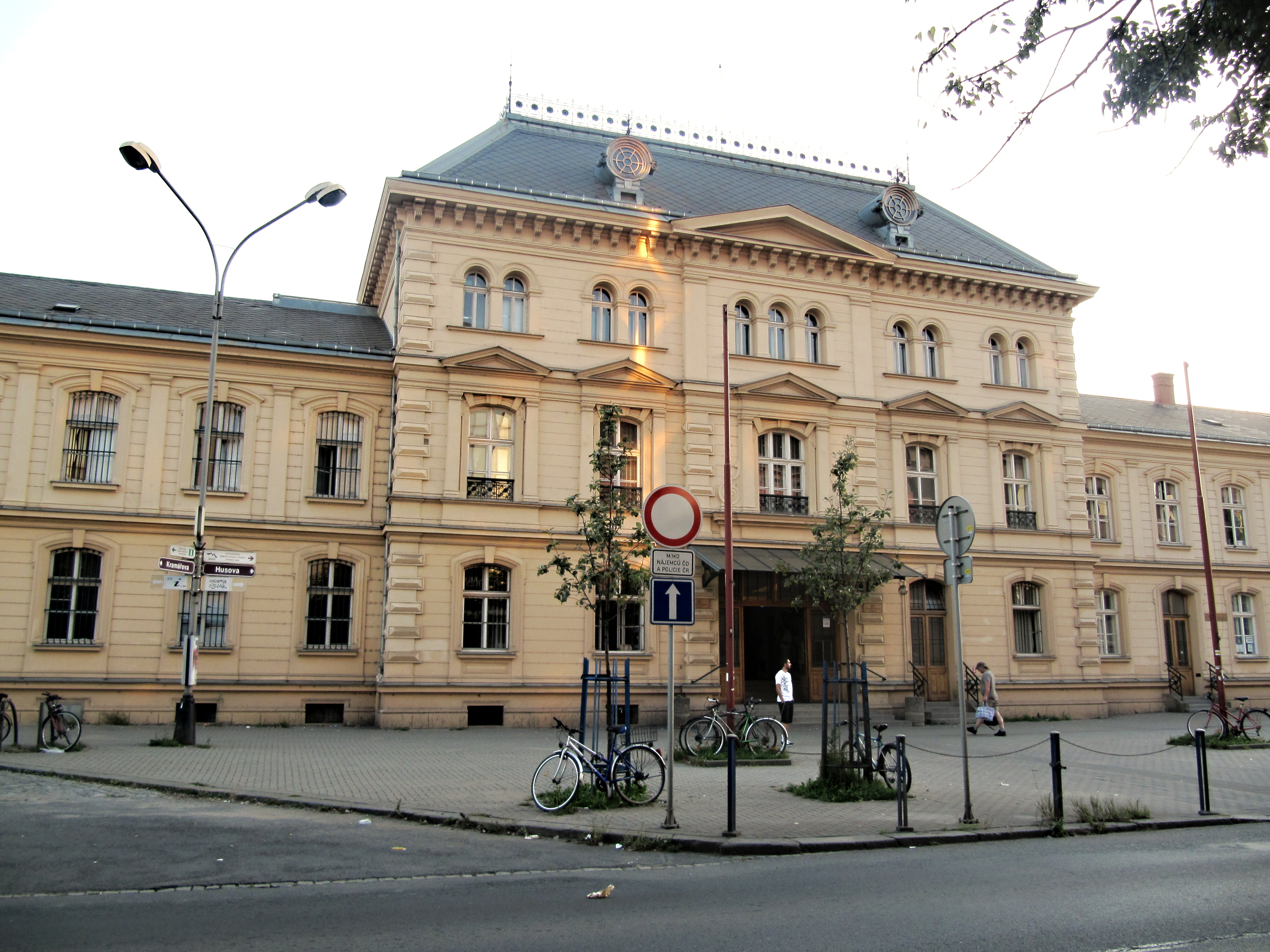
Der Bahnhofsplatz von:Přerov, Schauplatz der Ereignisse von 2009.

- Mike Reed: Flesh & Bone (482 Music 482-1100)[4]
  1. Voyagers – 3:19
  2. First Reading: SF Sky (Mike Reed / Marvin Tate) – 1:46
  3. Conversation Music – 5:18
  4. A Separatist Party – 3:30
  5. The Magic Drum – 1.19
  6. My Imaginary Friend (Tyshawn Sorey) – 7:19
  7. I Want to Be Small – For Archibald Motley – 3:53
  8. Second Reading: Me Day (Mike Reed/Marvin Tate) – 1:25
  9. Watching the Boats – 4:25
  10. Call Off Tomorrow (My Life Up Until the Present) (Mike Reed/Marvin Tate) – 4:56
  11. Scenes from the Next Life (Mike Reed / Marvin Tate) – 3:33

## Rezeption
Nach Ansicht von Troy Dostert, der das Album im Free Jazz Blog mit vier Sternen auszeichnete, erinnere die Musik auf diesem denkwürdigen und belebenden Album an eine Vielzahl von emotionalen Registern und stilistischen Ansätzen. Mit etwas mehr als 40 Minuten sei es keine lange Aufzeichnung, aber es packe einen schlagartig, sodass jeder Moment zähle. Auch wenn es für einige Hörer verlockend sein werde, dies als eine Art „Protest“-Aufzeichnung zu betrachten, so Dostert, sei Reed angesichts „der Begegnung mit rassistischer Feindseligkeit, die es auslöste, mehr daran interessiert, Fragen zu stellen als entschlossene Antworten zu geben.“ Reed sei dabei fest im Erbe von Charles Mingus oder Rahsaan Roland Kirk verankert und schätze das Ironische und Absurde sehr – ebenso wie Marvin Tate, dessen respektlose gesprochene Wortsegmente auf drei der Titel sowohl kraftvoll als auch entwaffnend sind. Nirgendwo sei dies so offensichtlich wie in „Call of Tomorrow“; das Stück beginne damit, dass Tate erklärt, dass „das Gewicht der Wut… dich zurückhalten kann“, geht aber bald in Tates selbst- (und publikums-) bespöttelnde Bemerkung über: „Dies ist ein beschissenes Gedicht. Ich bin beschissen, weil ich es gelebt habe … und ihr alle seid beschissen, weil ihr es gehört habt“.

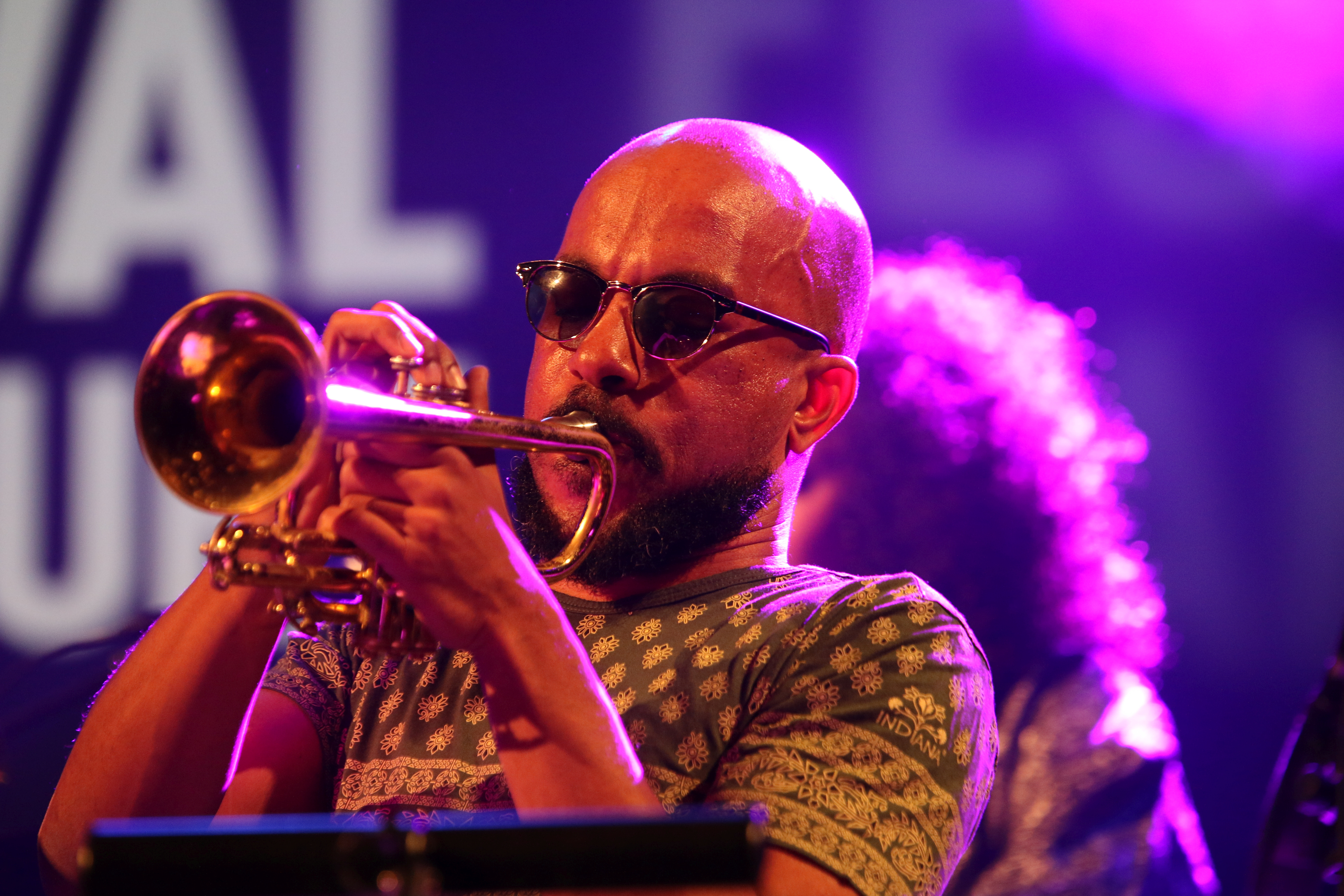
Ben LaMar Gay beim Deutschen Jazzfestival 2015 mit der AACM Now Generation in Frankfurt

Dies sei „ernsthafte Musik, aber ihre Ernsthaftigkeit beruht zum Teil auf ihrer Zurückhaltung, sich selbst zu ernst zu nehmen.“ Nach Ansicht des Autors ist es Reeds langjährigen Partnern Ward, Haldeman und Roebke zu verdanken, dass sie all die stilistischen Impulse so geschickt verkörpern können. Aber die neuen Mitspieler erwiesen sich als ebenso wertvoll; sowohl die Wärme als auch die akrobatische Geschicklichkeit von Jason Steins Bassklarinette seien Konstanten auf dem gesamten Album, und LaMar Gays klar-kornige Kornett-Beiträge seien für den kollektiven Sound der Band ebenfalls von entscheidender Bedeutung.
Derek Taylor schrieb in Dusted, eine hässliche und traumatische Erfahrung zu machen und sie in Kunst umzuwandeln, ist für die meisten Künstler nicht die bevorzugte Manifestation dieser Art von Dynamik. Das Ereignis an einem tschechischen Bahnhof lag zwar zum Zeitpunkt der Aufnahmen über sieben Jahre zurück, aber Reed und seine Kollegen spürten nach wie vor den psychologischen und emotionalen Nachhall. Wie bei jedem kathartischen Unternehmen, schrieb Taylor weiter, „wird die Musik nicht so sehr durch das Ereignis definiert, das ihren Impuls beeinflusst, sondern als eine organisierte und überzeugende Reaktion darauf.“
Bill Meyer schrieb im Down Beat, Flesh & Bone sei keine direkte Wiedergabe dessen, was an diesem Tag im Jahr 2009 passiert ist, „sondern eine Meditation über das kulturelle Erbe“, das Reed schätze. Die Musik ehre die Beispiele von Duke Ellington, des amerikanischen Malers Archibald Motley und einer Vielzahl von Free-Jazz-Schlagzeugern aus Chicago, ohne ihre vielfältigen Beispiele offen zu wiederholen. Mit ihrer historischen Tiefe und kraftvollen Darbietung befriedige die Musik zu ihren eigenen Bedingungen; indem es diese Eigenschaften veranschauliche, trotze es den hasserfüllten Gefühlen der Randalierer und ihrer Art.
John Frederick Moore (Jazziz) meinte, Reed sei seit langem in der Lage, traditionelle und avantgardistische Elemente zu verschmelzen, eine Methode, die er erneut bei diesem reichhaltigen und vielfältigen Material anwende. Egal, ob es sich um den übermütigen Swing von „Voyagers“, den stacheligen Groove von „A Separatist Party“ oder das bluesgetränkte „I Want To Be Small (for Archibald Motley)“ handele, die Bläser an der Frontline harmonieren mit „dem Gefühl der Dringlichkeit, das die melodische Präzision niemals untergräbt“. In „The Magic Drum“ beschäftigt sich Reed mit verschiedenen Schlaginstrumenten (Glocken, Gongs und dergleichen), um einigen der Chicagoer Schlagzeuger, die ihn inspiriert haben, Tribut zu zollen.
Während der Vorfall, der diese Arbeit inspirierte, die Verkörperung der Hässlichkeit sei, biete Reed in den schimmernden Balladen „I Want to Be Small“ und „Watching the Boats“ eine gesunde Portion Schönheit, stellte Moore fest. Die einzigen äußerlichen Anzeichen von Wut kämen aus den Beiträgen des Dichters Marvin Tate, der auf drei der elf Tracks spitze Spoken-Word-Performances beisteuere. Auch außerhalb des Kontextes des auslösenden Ereignisses sei dies überzeugende Musik, schrieb John Frederick Moore - vielleicht Reeds bisher beste Arbeit. Angesichts der gegenwärtigen Realität in Amerika sei dieser Kontext jedoch von entscheidender Bedeutung.
Nach Ansicht von Howard Reich, der einem Liveauftritt von Mike Reeds Projekt Flesh & Bone beiwohnte, bezeichnete es als ein sorgfältig geplantes Werk, bei dem Reed seine Passagen für Soli, Duos, Trios usw. akribisch angelegt habe. Musikalisch biete Mike Reeds Band, erweitert vom regulären Quartett zum Sextett plus gesprochenem Wort, ihre charakteristische Fusion aus schlankem Bebop und experimentellerem Beigaben.